# 도르카스가젤

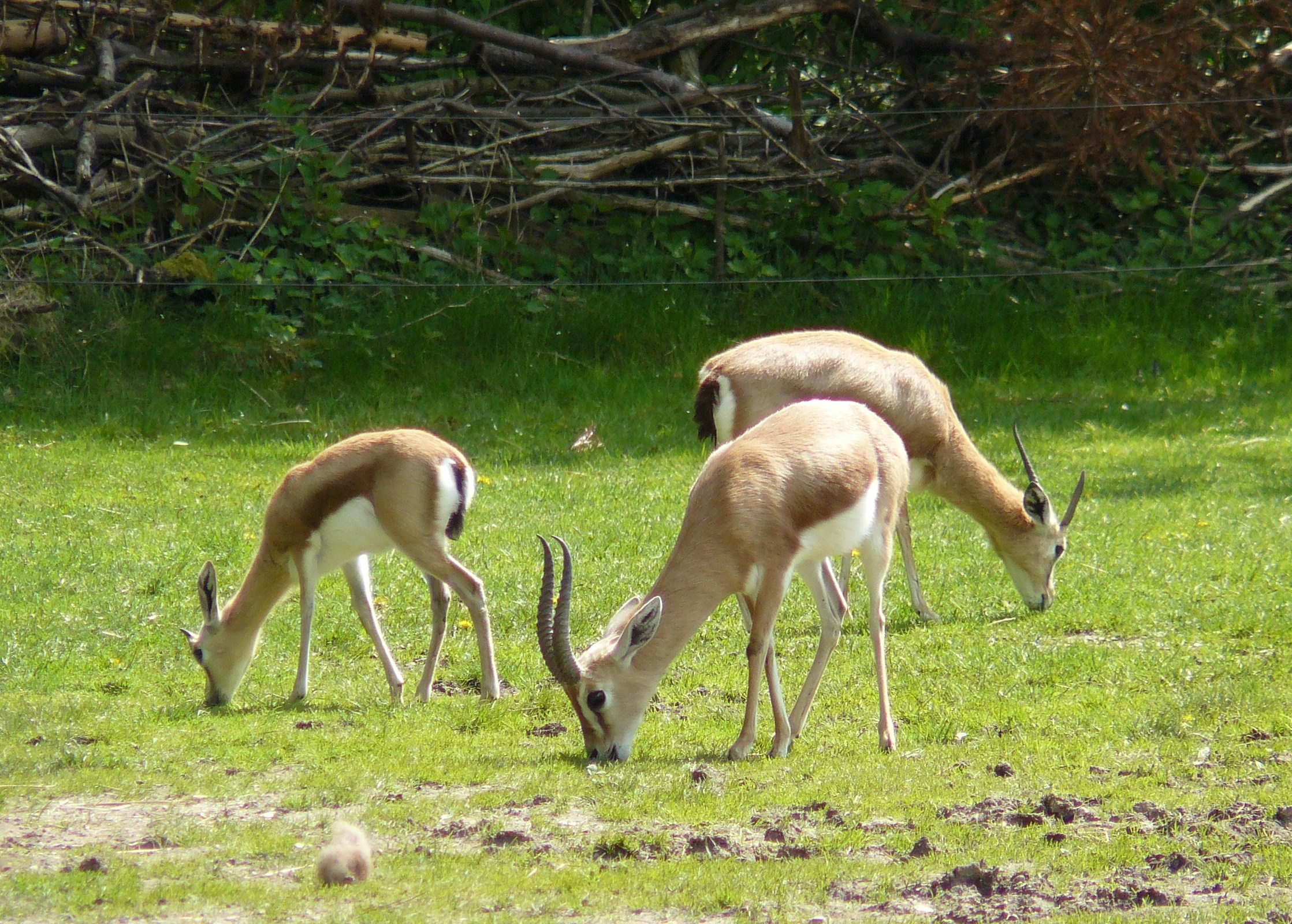
도르카스가젤 개체들

도르카스가젤(학명: Gazella dorcas)은 가젤속에 속하는 소형 가젤의 일종이다. 어깨높이 55-65cm, 몸길이 90~110cm이고, 몸무게 15-20kg에 달한다. 사막지대 또는 반사막 지대에 서식하며, 가젤 중에서는 작은 편이다. 다마가젤처럼 물을 마시지 않고도 살 수 있고, 음식물에서 수분을 섭취한다. 아카시아나무의 잎을 즐겨 먹는다. 암수 모두 뿔이 있고 뿔의 길이는 거의 30cm에 달한다. 아라비아 반도와 아프리카에 서식하고, 야생에 약 4만 마리가 남아 있다.

## 같이 보기
- 산가젤